# Hartman Toromba
Hartman Toromba (* 2. November 1984) ist ein namibischer Fußballspieler.
Toromba ist namibischer Fußballnationalspieler und spielte bis Juni 2010 im Verein Vasco da Gama Kapstadt in der 2. Liga Südafrikas. Seit August 2010 steht er wieder bei Black Africa in seinem Heimatland unter Vertrag.

## Erfolge
2007 wurde Hartmann Toromba zum Internationalen Fußballer des Jahres in Namibia gewählt. 2008 nahm er mit der namibischen Fußballnationalmannschaft an der Fußball-Afrikameisterschaft teil.